# Generalrevisor
Der Generalrevisor (lateinisch Recognitor Generalis, italienisch Revisore Generale) ist der Wirtschaftsprüfer des Heiligen Stuhls. Das Amt wurde 2014 mit dem motu proprio Fidelis dispensator et prudens zusammen mit dem Wirtschaftsrat und dem Wirtschaftssekretariat von Papst  Franziskus geschaffen, um den Gesamthaushalt des Heiligen Stuhles zu prüfen. Seit der Verkündung der Apostolischen Konstitution Praedicate Evangelium 2022 gehört das Amt des Generalrevisors zu den wirtschaftlichen Organen der Römischen Kurie. Es „hat die Aufgabe, gemäß dem vom Wirtschaftsrat genehmigten jährlichen Prüfungsprogramm die Jahresabschlüsse der einzelnen kurialen Einrichtungen und Ämter sowie der mit dem Heiligen Stuhl verbundenen oder sich auf ihn beziehenden Einrichtungen, die in den vorgenannten Gesamthaushalt einbezogen sind, zu prüfen.“ Außerdem führt der Generalrevisor Untersuchungen bei Verdacht auf Korruption durch.

## Liste der Generalrevisoren
- 2014–2017: Libero Milone
- Seit 2017: Alessandro Cassinis Righini